# Hermann von Kaulbach
Hermann von Kaulbach, né le 26 juillet 1846 à Munich et mort le 9 décembre 1909 à Munich, est un peintre de genre et un peintre d'histoire de l'école de Munich.

## Biographie

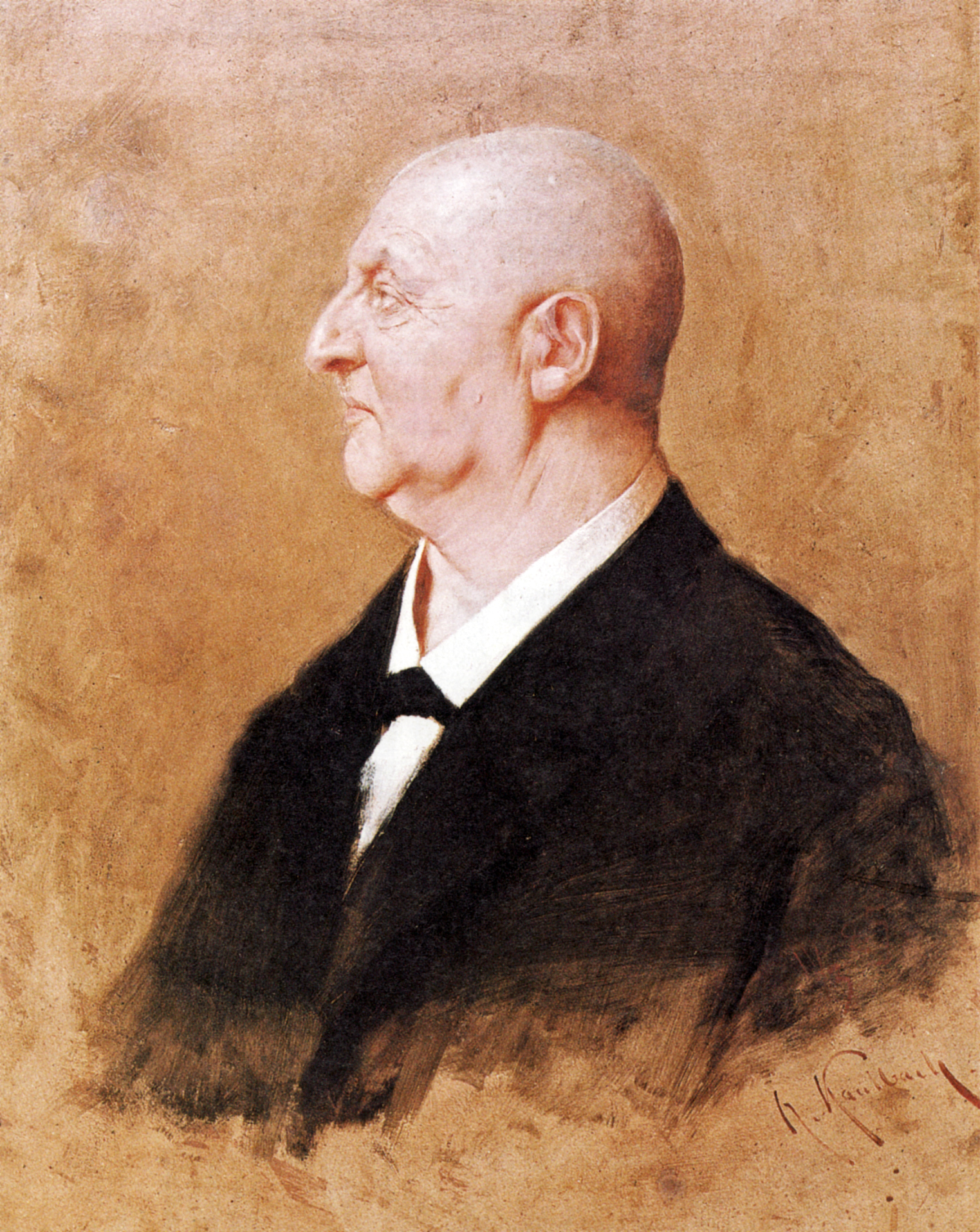
Portrait du compositeur Anton Bruckner, 1885

Hermann von Kaulbach est le fils du peintre Wilhelm von Kaulbach. Il suit l'enseignement de Carl von Piloty à Munich. Il s'attache à la précision des détails et au réalisme de ses scènes historiques qui lui font rencontrer le succès dans la mouvance de l'académie des beaux-arts de Munich.

## Quelques œuvres
- Louis XI et Olivier Le Daim (1869)
- Confession enfantine (1871)
- Hansel et Gretel chez la sorcière (1872) musée national de Riga
- Les Derniers jours de Mozart (1873) Städische Galerie de Vienne
- Jean-Sébastien Bach chez Frédéric le Grand (1879)
- Lucrèce Borgia (1882)
- Portrait d'Anton Bruckner (1885)
- Le Couronnement de sainte Élisabeth par Frédéric II (1886) musée de Wiesbaden